# سی³ قنطورس
سی³ قنطورس یک ستاره است که در صورت فلکی قنطورس قرار دارد.